# اتراویرین
اتراویرین (انگلیسی: Etravirine) (با نام تجاری Intelence، که پیش‌تر با نام TMC125 شناخته می‌شد) دارویی است که برای درمان HIV استفاده می‌شود. اتراویرین یک مهارکننده ترانس کریپتاز معکوس غیر نوکلئوزیدی (NNRTI) است. برخلاف عوامل موجود در این کلاس، مقاومت در برابر سایر NNRTIها به نظر نمی‌رسد که مقاومتی در برابر اتراویرین ایجاد کند.

## موارد مصرف و مقدار مصرف
این دارو همراه با سایر داروهای ضد رتروویروس، برای درمان عفونت ویروس نقص ایمنی انسانی نوع ۱ (HIV-1) در بیماران بزرگسال تجربه شده در درمان ضدرتروویروسی، که شواهدی از تکثیر ویروس و سویه‌های HIV-1 مقاوم به غیرمقاوم دارند، نشان داده شده است. - مهارکننده ترانس کریپتاز معکوس نوکلئوزیدی (NNRTI) و سایر عوامل ضد رتروویروسی.
دوز توصیه شده اتراویرین ۲۰۰ میلی‌گرم (۲ قرص ۱۰۰ میلی‌گرم یا ۱ قرص ۲۰۰ میلی‌گرم از تاریخ ۱۸/۳/۲۰۱۱) دو بار در روز پس از غذا مصرف می‌شود. نوع غذا تاثیری بر قرار گرفتن در معرض اتراویرین ندارد.

## موارد منع مصرف
هر قرص ۱۰۰ میلی‌گرم اتراویرین حاوی ۱۶۰ میلی‌گرم لاکتوز است. بیمارانی که مشکلات ارثی نادر عدم تحمل گالاکتوز، کمبود لاکتاز لاپ یا سوءجذب گلوکز-گالاکتوز دارند، نباید از این دارو استفاده کنند.

## مکانیسم عمل
اتراویرین یک مهارکننده ترانس کریپتاز معکوس غیر نوکلئوزیدی نسل دوم است که برای مقابله با HIV با جهش‌هایی طراحی شده است که به دو NNRTI که معمولاً تجویز می‌شوند، یعنی جهش K103N برای افاویرنز و Y181C برای نویراپین، مقاومت می‌کنند. به نظر می‌رسد که این قدرت با انعطاف پذیری اتراویرین به عنوان یک مولکول مرتبط باشد. اتراویرین یک دی‌آریل پیریمیدین (DAPY)، نوعی مولکول آلی با مقداری ایزومر ساختاری است که می‌تواند آنزیم ترانس کریپتاز معکوس را در ترکیب‌های چندگانه متصل کند و امکان تعامل قوی‌تر بین اتراویرین و آنزیم را حتی در حضور جهش‌ها فراهم کند. دیگر آنالوگ‌های دی‌آریل‌پیریمیدین در حال حاضر به‌عنوان عوامل ضد اچ‌آی‌وی، به‌ویژه ریلپی‌ویرین، استفاده می‌شوند.

## هشدارها و خطرات
در سال ۲۰۰۹، اطلاعات تجویزی برای اتراویرین به گونه‌ای اصلاح شد که شامل «گزارش‌های پس از بازاریابی از موارد سندرم استیونز-جانسون، نکرولیز سمی اپیدرمی و اریتم مولتی‌فرم، و همچنین واکنش‌های حساسیت مفرط با بثورات، یافته‌های ساختاری، و گاهی اوقات نارسایی‌های عضوی، نارسایی‌های بدنی و اختلالات بدنی است. در صورت بروز علائم و نشانه‌های واکنش‌های شدید پوستی یا حساسیت مفرط باید بلافاصله درمان هوشی متوقف شود.